# Z̋
Cette page contient des caractères spéciaux ou non latins. S’ils s’affichent mal (▯, ?, etc.), consultez la page d’aide Unicode.
Z̋ (minuscule : z̋), appelé Z double accent aigu, est une lettre additionnelle latine qui a été utilisée dans l’écriture du polonais au XVIIe siècle.
Il s’agit de la lettre Z diacritée d’un double accent aigu.

## Utilisation
Le z double accent agiu ‹ z̋ › a été utilisé en polonais comme variante graphique du z caron ‹ ž ›.

## Représentations informatiques
Le Z double accent aigu peut être représente avec les caractères Unicode suivants :
- décomposé (latin de base, diacritiques) :

| formes    | représentations | chaînes de caractères | points de code | descriptions                                             |
| --------- | --------------- | --------------------- | -------------- | -------------------------------------------------------- |
| capitale  | Z̋               | Z◌̋                    | U+005A U+030B  | lettre majuscule latine z diacritique double accent aigu |
| minuscule | z̋               | z◌̋                    | U+007A U+030B  | lettre minuscule latine z diacritique double accent aigu |